# Egemen Güven
Egemen Güven, né le 25 septembre 1996, à İzmir, en Turquie, est un joueur turc de basket-ball. Il évolue au poste de pivot. 

## Biographie
En janvier 2022, Güven rejoint pour 1 an et demi l'Anadolu Efes Spor Kulübü, champion d'Europe en titre. En décembre 2022, Güven rejoint le Beşiktaş JK.

## Palmarès
- Champion de Turquie 2015
- 3e du Championnat du monde des 19 ans et moins 2015
- 3e du Championnat d'Europe des 20 ans et moins 2016
- Vainqueur de la coupe de Turquie en 2022
- Vainqueur de l'Euroligue 2021-2022